# Laguna de Negrillos
Laguna de Negrillos – gmina w Hiszpanii, w prowincji León, w Kastylii i León, o powierzchni 71,8 km². W 2011 roku gmina liczyła 1123 mieszkańców.